# بهرام (کنسول ۴۱۰)
بهرام (به لاتین: Varanes) یک سیاستمدار و فرمانده ایرانی روم غربی و شرقی و کنسول روم در سال ۴۱۰ میلادی بود.